# 孫健萍
孫健萍（1974年2月28日—），中華民國政治人物。曾於2022年宣布投入高雄市長選舉，爭取中國國民黨黨內提名未果。

## 生平

### 社會活動的參與
自學生時期即參與社會福利的服務關懷弱勢；就讀大四時，向內政部申請設立「中華民國社會服務協會」，以捍衛老人及中高齡者的基本權益，並爭取社福政策的分析參議。2014年起，積極推廣社會企業，推動青年返鄉創業潮。

### 反反服貿白衫軍
太陽花學運時期，主張學生霸佔立法院、侵入行政院行為違法，破壞民主價值；以「反反服貿」號召千名民眾著白衫（相對反服貿黑衫軍，媒體稱之為白衫軍）自台北車站集結步行至立法院，訴求「社會不是只有一種聲音」、「服貿爭議，國會審議」，並要求學生應撤離國會殿堂回到課堂。

### 高雄氣爆國賠法律扶助
2014年高雄氣爆事故（又稱「731高雄氣爆」）國賠法律扶助總召集人，協助氣爆受災戶向高雄市政府請求國家賠償，最終氣爆國賠訴訟全部勝訴。

### 凱道「反核食公聽會」
2016年，為捍衛國人食品安全，發動「反核食社運」；12月17日，於凱道舉辦「民間版反核食公聽會」。